# Università di Londra

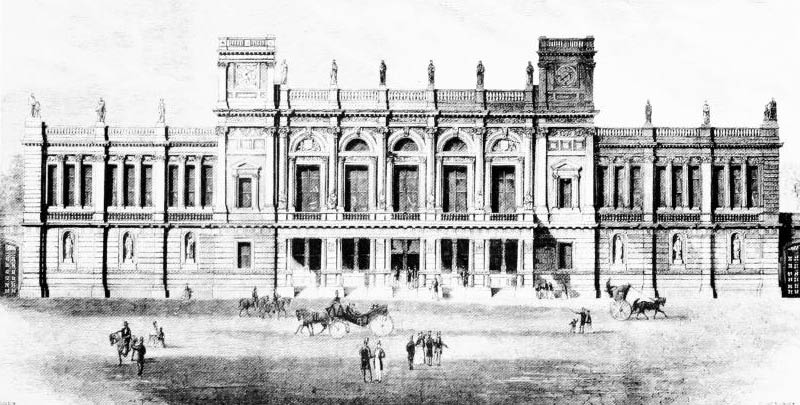
1867

L'Università di Londra (in inglese University of London) è un'università federale fondata nel 1836, costituita da 31 affiliati: 19 college e università e 12 istituti di ricerca. Conta circa 135.000 studenti ed è quindi la più grande università nel Regno Unito e comprende alcune tra le più prestigiose del mondo.
L'università fu fondata con un regio decreto legge, il quale creò la federazione unendo la London University (ora University College London) ed il King's College (ora King's College London).

## Organizzazione
Le nove istituzioni più grandi della federazione, solitamente chiamate college, sono Birkbeck, Goldsmiths, King's College London, la London Business School, la London School of Economics, Queen Mary, University of London, la Royal Holloway, la School of Oriental and African Studies e University College London (UCL). Imperial College London ha lasciato l'Università di Londra ed è diventato indipendente nel luglio del 2007. Nel 2016, City University è diventata parte dell'Università di Londra.
A differenza dei college di altre università quali Oxford e Cambridge, i diciannove membri della federazione dell'Università di Londra sono generalmente trattati come università individuali, godono di maggiore autonomia e sono considerati singolarmente nei ranking nazionali ed internazionali. Alcuni college hanno recentemente ottenuto l'autorità di rilasciare i propri titoli accademici, come UCL, King's College e Queen Mary

## Struttura amministrativa

### College dell'Università di Londra
I college costituenti l'Università di Londra sono i seguenti:
- Birkbeck, Università di Londra (BBK)
- The Central School of Speech and Drama (CSSD)
- City, University of London
- Courtauld Institute of Art
- Goldsmiths, University of London (GUL)
- Heythrop College (HEY)
- Institute of Cancer Research (ICR)
- Institute of Education (IoE)
- King's College London (KCL)
- London Business School (LBS)
- The London School of Economics and Political Science (LSE)
- London School of Hygiene & Tropical Medicine (LSHTM)
- Queen Mary, University of London (QMUL)
- Royal Academy of Music (RAM)
- Royal Holloway (RHUL)
- Royal Veterinary College (RVC)
- School of Oriental and African Studies (SOAS)
- The School of Pharmacy, University of London
- University College London (UCL)
- University of London Institute in Paris (ULIP)
- St George's, University of London, precedentemente St George's Hospital Medical School (SGUL)

## Vita studentesca
Il 5% degli studenti del Regno Unito frequenta una delle scuole della Università di Londra. La University of London Union (ULU) agisce da students' union per tutti gli studenti dell'Università di Londra, a fianco delle individuali unions di ogni college ed istituto. L'edificio della ULU è situato in Malet Street (a fianco della Senate House, il centro amministrativo dell'università). Questa unione, oltre a rappresentare gli studenti, ha convenzioni con un gran numero di bar e negozi, possiede il London Student (il più importante giornale studentesco d'Europa) ed offre l'utilizzo delle proprie strutture sportive, come palestre e piscine, agli studenti dell'Università di Londra.